# 不動寺 (豊中市)
不動寺（ふどうじ）は、大阪府豊中市にある真言宗醍醐派の寺院。山号は大聖山。本尊は五大明王。

## 歴史
寺伝によると、空海が弘仁年間（810年 - 824年）に諸国巡礼を行っている最中、摂津国西生郡北野村（現・大阪市北区兎我野町）の地で七光の石を発見、その石をもって五輪宝塔を作り、不動明王を表す梵字を刻んだという。その宝塔を安置する堂を建て不動堂としたのが当寺の起源であるとされている。
平安時代に嵯峨天皇の勅願所となり、元暦年間（1184年 - 1185年）に後鳥羽天皇の勅願所になったというが、文治・建久年間（1185年 - 1199年）に兵火に掛かって焼失する。しかしその後再建される。
後に衰退し、文禄3年（1594年）に再興される。豊臣氏や徳川氏の厚い庇護を受けるなどし、江戸時代には兎我野の不動として庶民の信仰を集めた。
太平洋戦争中の1945年（昭和20年）6月1日の第2回大阪大空襲により全焼するが、1950年（昭和25年）に本堂を再建する。しかし、寺の周辺が歓楽街となり環境の悪化が深刻化し、また伝統行事の大護摩法も行えなくなったこともあり、1966年（昭和41年）に豊中市宮山に移転した。護摩堂や、仁徳天皇が愛したという鹿を祀る白鹿堂、太平洋戦争での戦死者を祀る英霊堂は移転前の建物を解体、移築したものである。

## 境内
- 本堂 - 鉄筋コンクリート構造。
- 護摩堂
- 大師堂
- 鎮守堂（白鹿堂） - 仁徳天皇ゆかりの鹿である白鹿霊神を祀る。
- 庫裏
- 観音堂
- 英霊堂
- 柴燈護摩道場 - この場で護摩法が行われる。
- 身代不動明王像
- 三世仏像 - 釈迦如来（左：過去）、地蔵菩薩（真中：現在）、弥勒菩薩（右：未来）

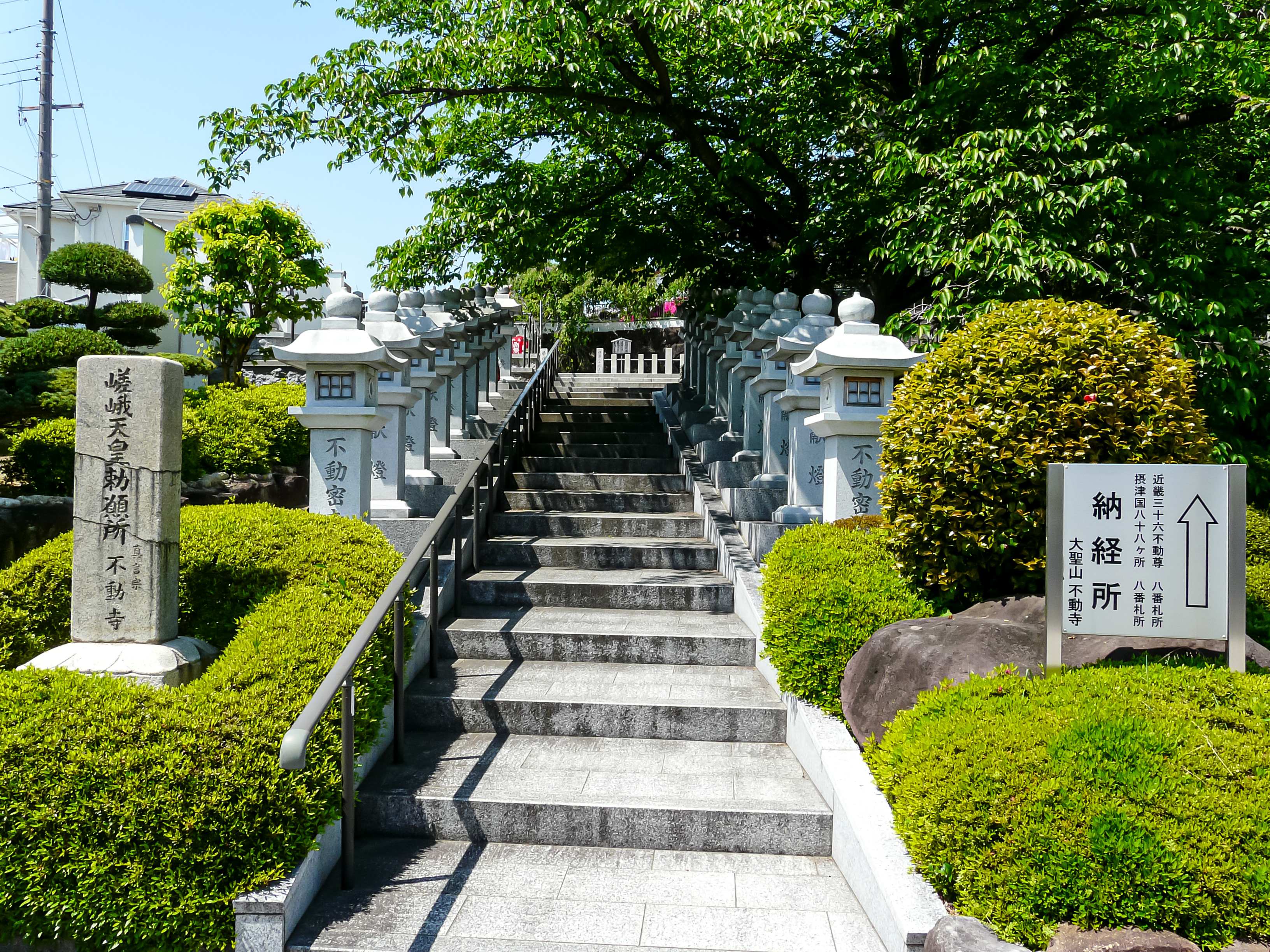
境内参道石段
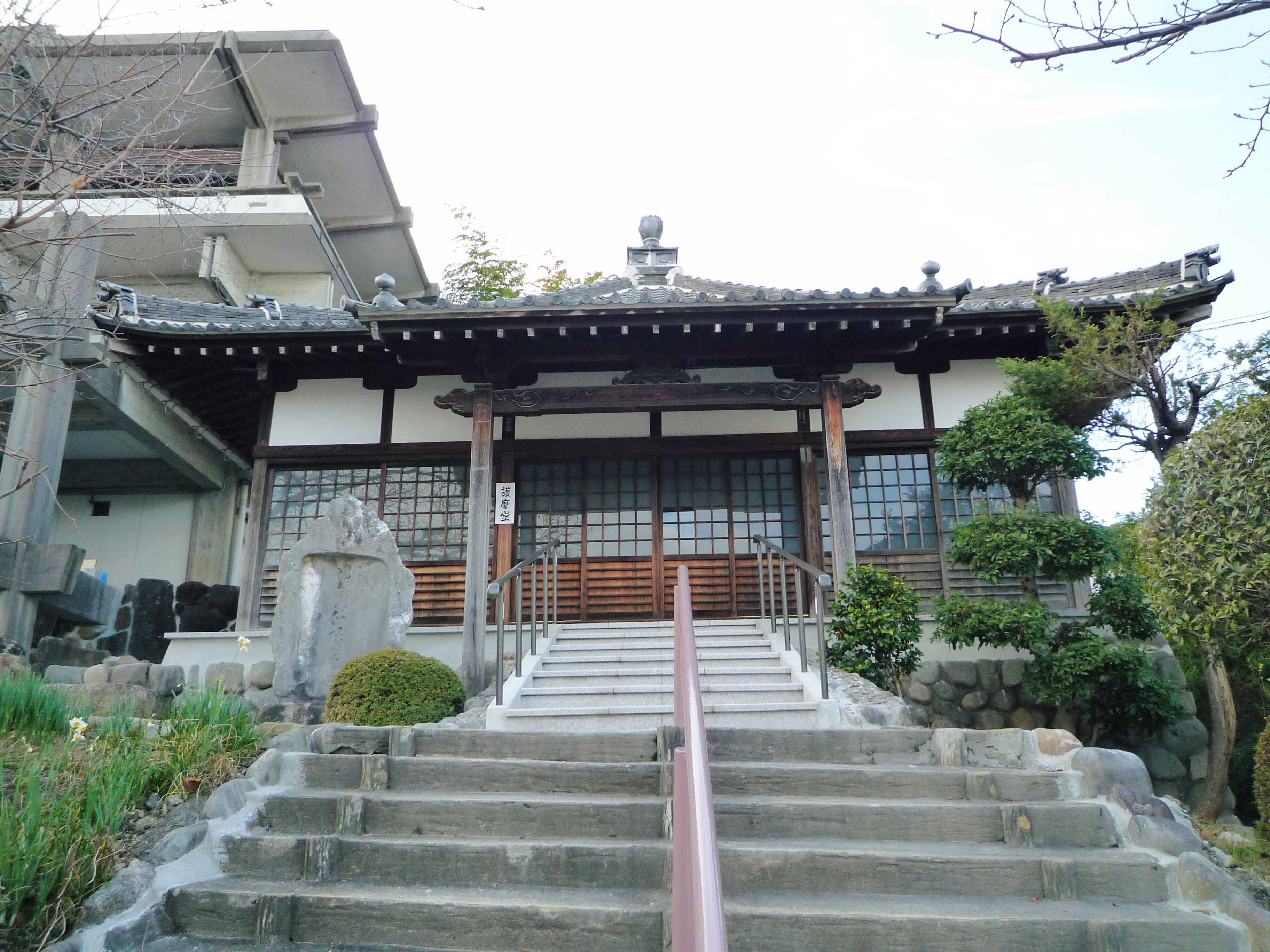
護摩堂
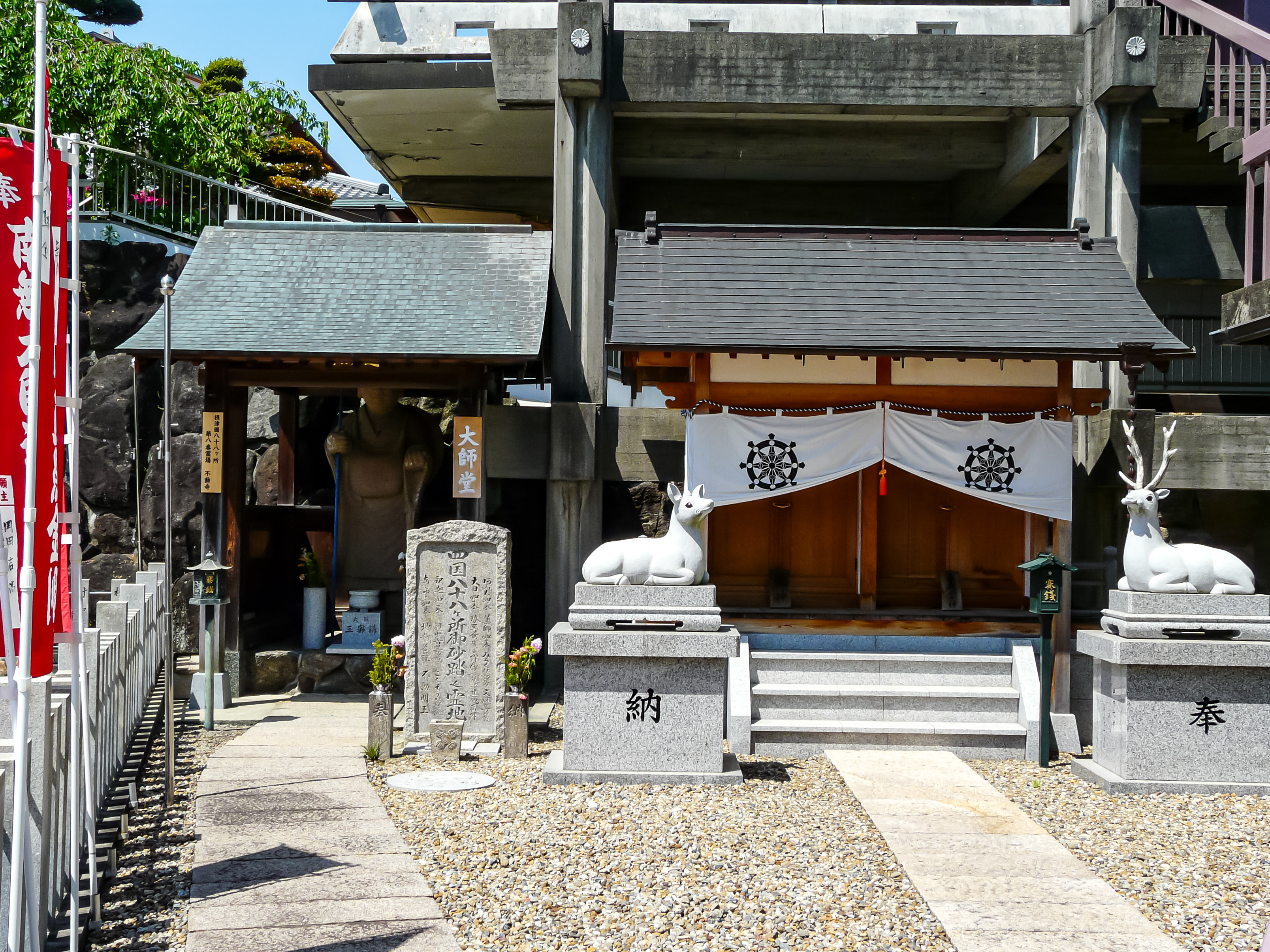
大師堂（左）、鎮守社：白鹿堂（右）
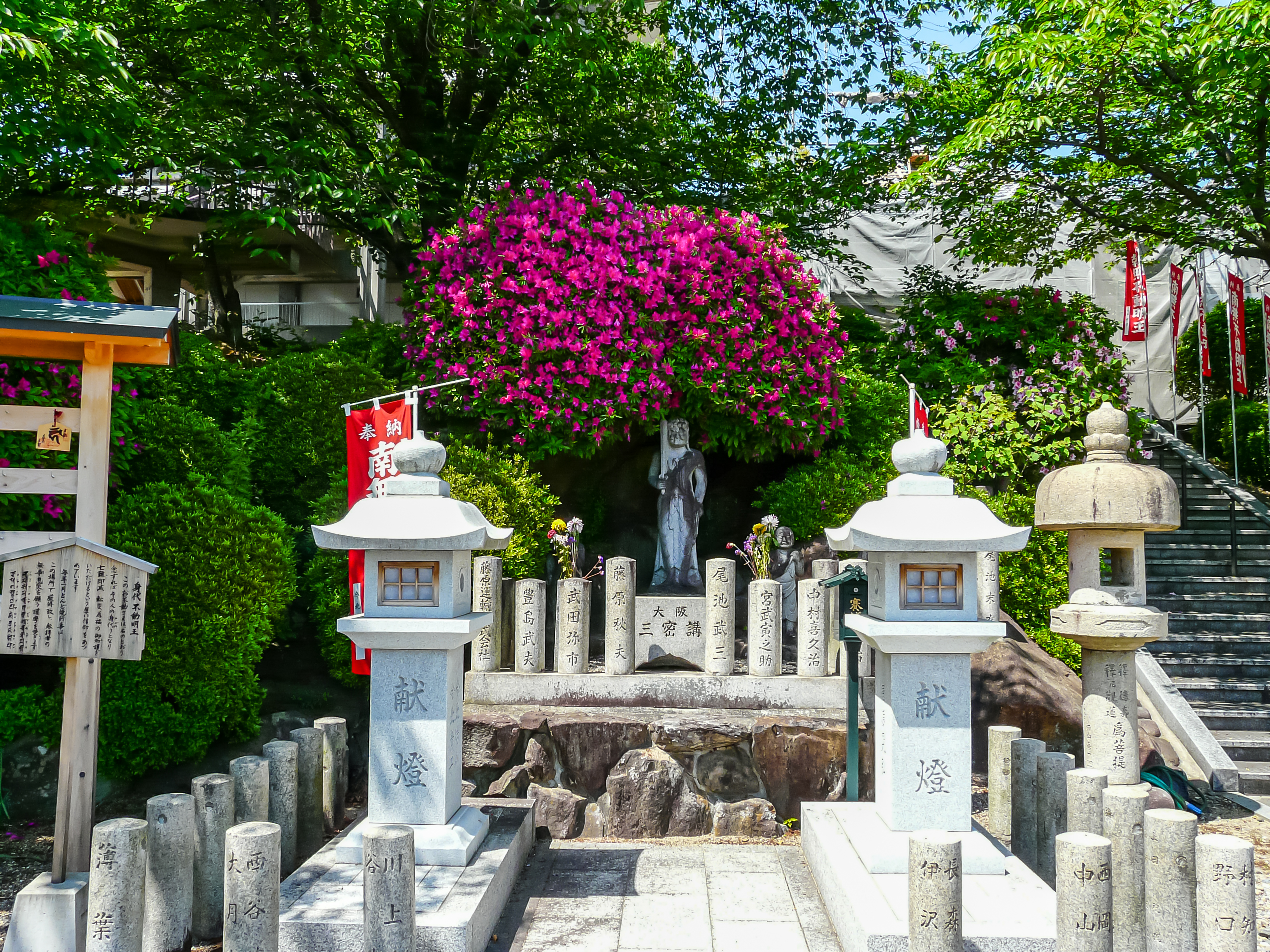
身代不動明王
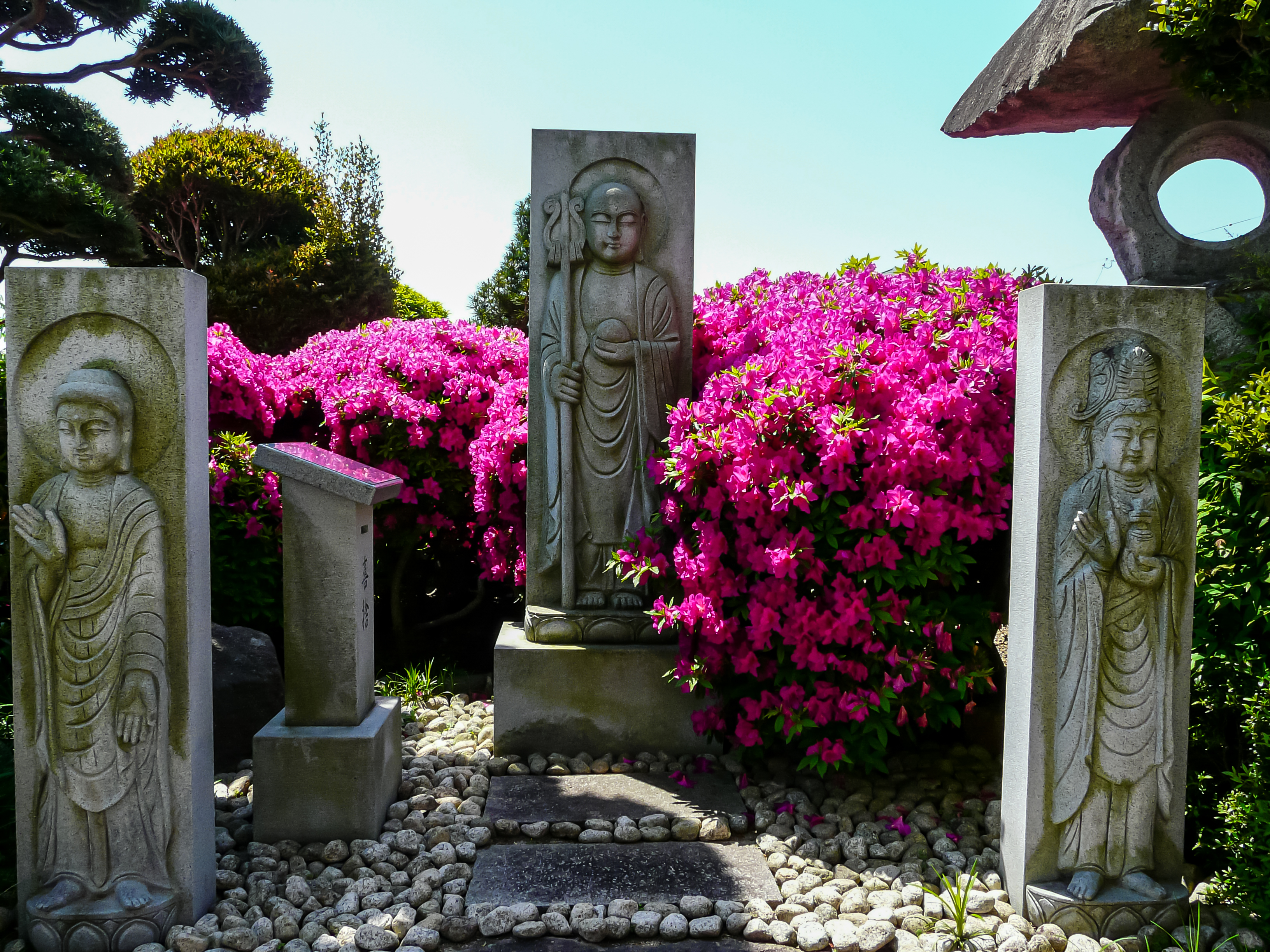
三世仏 釈迦如来（左：過去） 地蔵菩薩（真中：現在） 弥勒菩薩（右：未来）
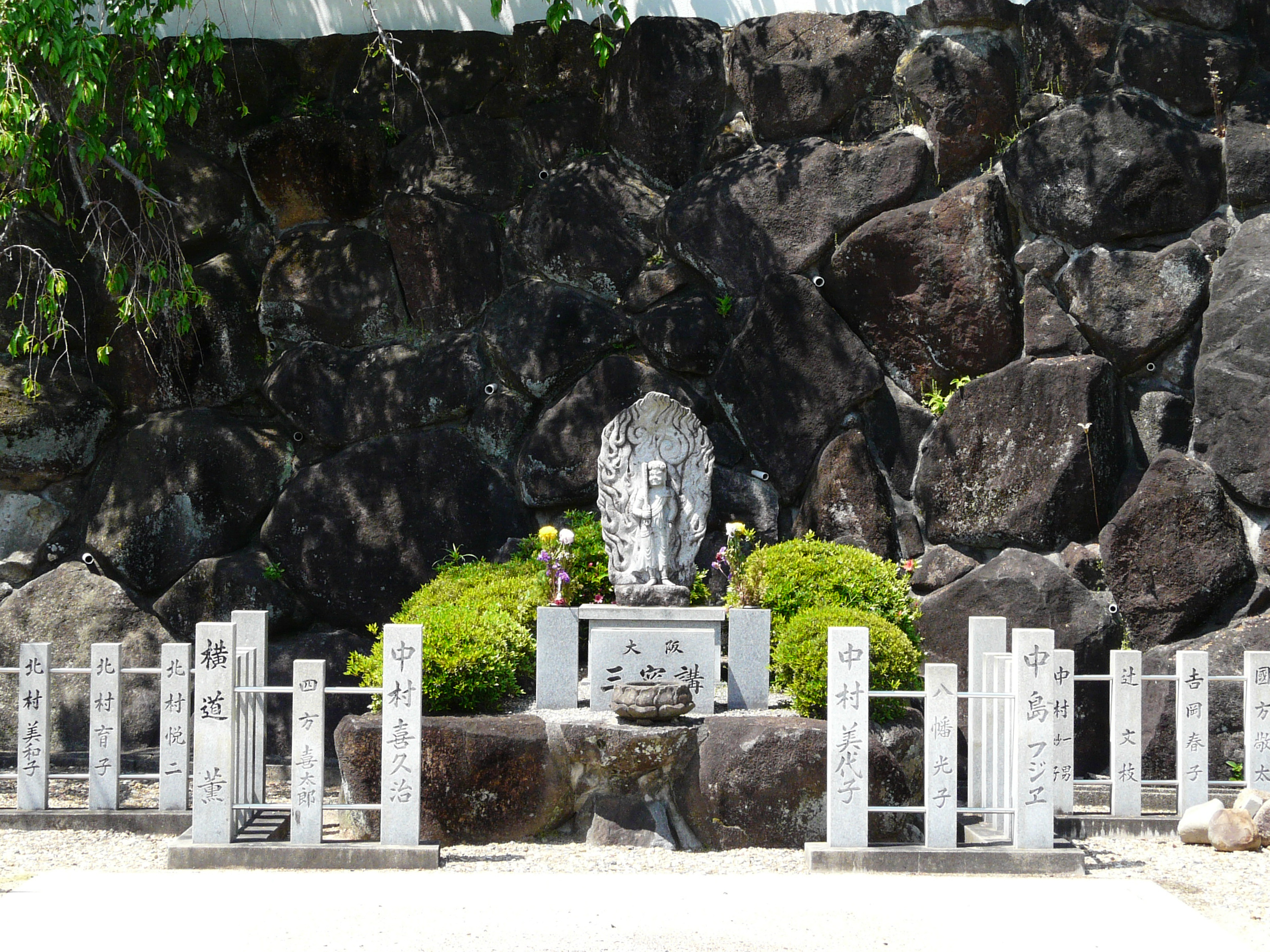
柴燈護摩道場。
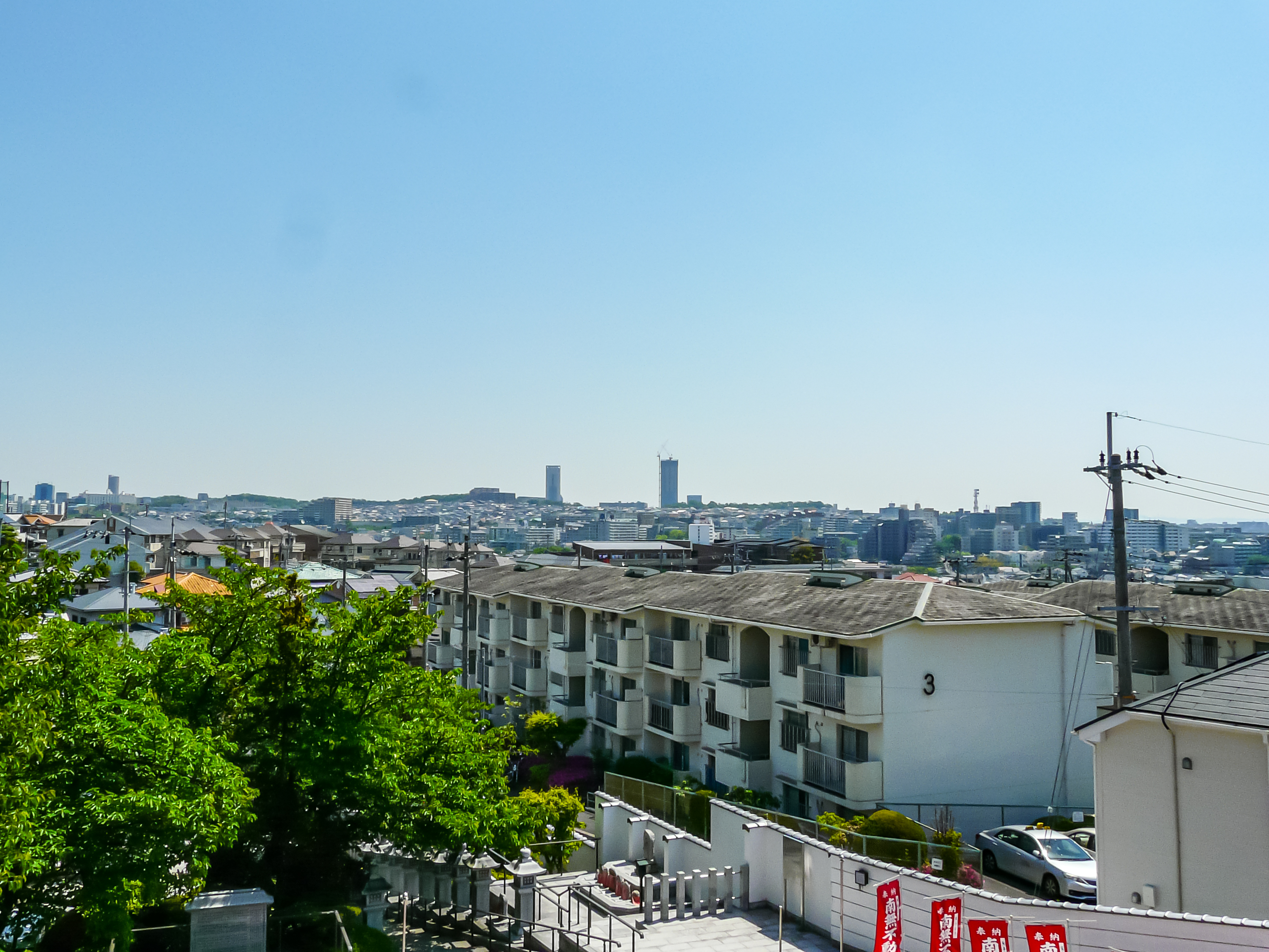
本堂からの眺め

## 前後の札所
近畿三十六不動尊霊場
7 国分寺　-　8 不動寺　-　9 大龍寺
摂津国八十八箇所
7 富光寺　-　8 不動寺　-　9 国分寺

## 所在地
〒560-0056 大阪府豊中市宮山町4-7-2